# Raorchestes tinniens
Espèce
Synonymes
- Phyllomedusa tinniens Jerdon, 1854
- Philautus tinniens (Jerdon, 1854)
- Ixalus punctatus Anderson, 1871
- Ixalus montanus Günther, 1876
- Philautus melanensis Rao, 1937
- Pseudophilautus tinniens (Jerdon, 1854)

Statut de conservation UICN

 EN B1ab(iii) : En danger
Raorchestes tinniens est une espèce d'amphibiens de la famille des Rhacophoridae.

## Répartition
Cette espèce est endémique du district des Nilgiris dans l'État du Tamil Nadu en  Inde. Elle se rencontre vers Ooty entre 1 700 et 2 000 m d'altitude dans les Ghâts occidentaux,.

## Description
Raorchestes tinniens mesure environ 30 mm. Son dos est jaune orangé, parfois noir.

## Publication originale
- Jerdon, 1854 "1853" : Catalogue of Reptiles inhabiting the Peninsula of India. Journal of the Asiatic Society of Bengal, vol. 22, p. 522-534 (texte intégral).